# Großer Preis von Brasilien 2015
Der Große Preis von Brasilien 2015 (offiziell Formula 1 Grande Prêmio Petrobras do Brasil 2015) fand am 15. November auf dem Autódromo José Carlos Pace in São Paulo statt und war das 18. Rennen der Formel-1-Weltmeisterschaft 2015.

## Bericht

### Hintergründe
Nach dem Großen Preis von Mexiko führte Lewis Hamilton in der Fahrerwertung mit 73 Punkten vor Nico Rosberg und mit 104 Punkten vor Sebastian Vettel. In der Konstrukteurswertung führte Mercedes mit 243 Punkten vor Ferrari und mit 374 Punkten vor Williams. Hamilton und Mercedes standen bereits vorzeitig als Weltmeister fest.
Beim Großen Preis von Brasilien stellte Pirelli den Fahrern die Reifenmischungen P Zero Medium (weiß) und P Zero Soft (gelb) sowie für Nässe Cinturato Intermediates (grün) und Cinturato Full-Wets (blau) zur Verfügung.
Die beiden DRS-Zonen blieben im Vergleich zum Vorjahr unverändert. Die erste Zone begann 20 Meter nach dem Senna-S, der Messpunkt lag im Scheitelpunkt von Kurve 2, der Rechtskurve des Senna-S. Der Messpunkt für die zweite DRS-Zone, die sich auf der Start-Ziel-Geraden befand, lag 30 Meter nach der Junção, aktiviert werden durfte das DRS dann 60 Meter nach Kurve 15, dem letzten Knick vor der Start-Ziel-Linie.
Pastor Maldonado, Max Verstappen (jeweils fünf), Marcus Ericsson, Nico Hülkenberg (jeweils vier), Kimi Räikkönen, Vettel (jeweils drei), Jenson Button, Romain Grosjean, Hamilton, Daniil Kwjat und Sergio Pérez (jeweils zwei) gingen mit Strafpunkten ins Rennwochenende.
Da das Lotus F1 Team aus der Vergangenheit Verbindlichkeiten in Höhe von umgerechnet rund 330.000 Euro beim Rennveranstalter hatte, wurde das Team zunächst daran gehindert, die Box zu betreten. Erst nachdem Bernie Ecclestone die Forderungen beglich, durften die Teammitarbeiter am Donnerstagnachmittag die Box betreten.
Daniel Ricciardo verwendete am Wochenende erstmals die weiterentwickelte Version des Renault Energy F1 2015, für die Renault sieben der zwölf für die Saison zur Verfügung stehenden Token verwendete. Vier weitere Token verwendete Renault für einen neuen Turbolader, der bei Ricciardo jedoch nicht zum Einsatz kam.
Alexander Rossi bestritt seinen letzten Grand Prix.
Mit Felipe Massa, Vettel (jeweils zweimal), Räikkönen, Button und Rosberg (jeweils einmal) traten fünf ehemalige Sieger zu diesem Rennen an.
Als Rennkommissare fungierten Silvia Bellot (ESP), Felipe Giaffone (BRA), Paul Gutjahr (CHE) und Mika Salo (FIN).

### Training
Im ersten freien Training fuhr Hamilton in 1:13,543 Minuten die Bestzeit vor Rosberg und Vettel.
Im zweiten freien Training war Rosberg mit einer Rundenzeit von 1:12,385 Minuten Schnellster vor Hamilton und Vettel. Das Training musste unterbrochen werden, als Fernando Alonso seinen Wagen mit einem Motorschaden am Streckenrand abstellte. Obwohl rote Flaggen geschwenkt wurden, überholte Valtteri Bottas Felipe Nasr. Bottas erhielt eine Startplatzstrafe in Höhe von drei Plätzen für das Rennen sowie zwei Strafpunkte.
Im dritten freien Training fuhr Hamilton in 1:12,070 Minuten die Bestzeit vor Rosberg und Vettel.

### Qualifying
Das Qualifying bestand aus drei Teilen mit einer Nettolaufzeit von 45 Minuten. Im ersten Qualifying-Segment (Q1) hatten die Fahrer 18 Minuten Zeit, um sich für das Rennen zu qualifizieren. Alle Fahrer, die im ersten Abschnitt eine Zeit erzielten, die maximal 107 Prozent der schnellsten Rundenzeit betrug, qualifizierten sich für den Grand Prix. Die besten 15 Fahrer erreichten den nächsten Teil. Hamilton war Schnellster. Die Manor-Piloten, Button und Maldonado schieden aus.

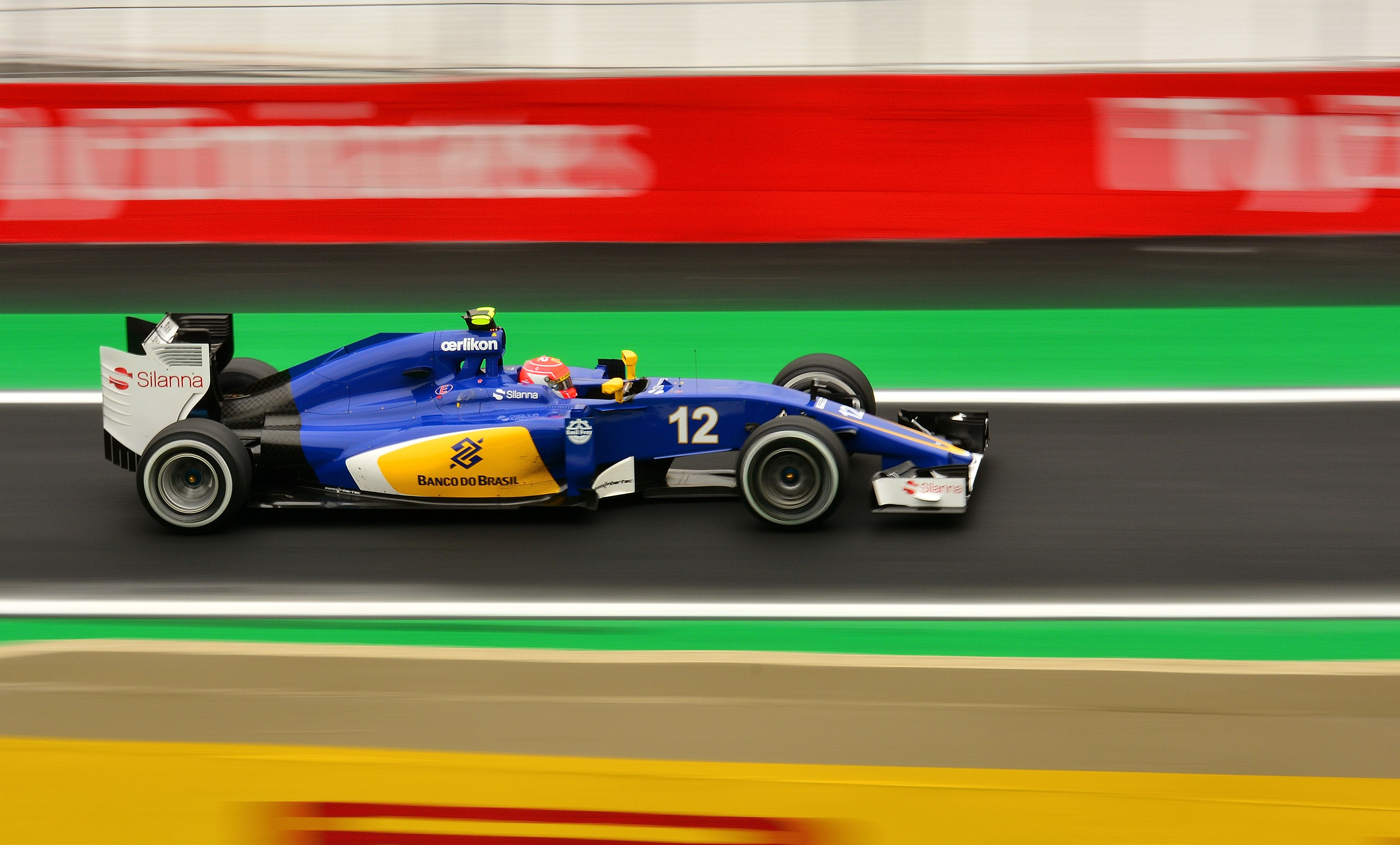
Der Lokalmatador Felipe Nasr wurde nach dem Qualifying bestraft, weil er seinen Landsmann Felipe Massa behindert hatte

Alonso meldete über den Boxenfunk Leistungsverlust an seinem Wagen und stellte ihn auf Anweisung am Streckenrand ab, ohne eine Rundenzeit zu erzielen und qualifizierte sich nicht für das Rennen. Ihm wurde erlaubt, am Rennen teilzunehmen, da er im freien Training ausreichend schnell gewesen war. Kurz vor Ende des Abschnitts kollidierte Massa, der sich auf einer gezeiteten Runde befand, ausgangs der Mergulho beinahe mit Nasr, der mit seinem Sauber auf der Ideallinie fuhr und unvermittelt das Tempo stark drosselte. Massa musste in die Auslaufzone ausweichen, um einen Zusammenstoß zu verhindern. Die Rennkommissare interpretierten den Vorfall als Behinderung, Nasr erhielt eine Startplatzstrafe in Höhe von drei Plätzen für das Rennen sowie zwei Strafpunkte. 
Der zweite Qualifyingabschnitt (Q2) dauerte 15 Minuten. Hamilton war erneut Schnellster. Grosjean, Ericsson, Pérez, Carlos Sainz jr. und Nasr schieden aus.
Der letzte Abschnitt ging über eine Zeit von zwölf Minuten, in denen die ersten zehn Startpositionen vergeben wurden. Rosberg fuhr die schnellste Zeit und errang somit die Pole-Position vor Hamilton und Vettel. Es war seine fünfte Pole-Position in Folge, seine 21. Pole-Position in der Formel-1-Weltmeisterschaft und die 17. Pole-Position der Saison für einen Mercedes-Piloten.
Ricciardo wurde für die Verwendung des achten Verbrennungsmotors um zehn Positionen nach hinten versetzt.

### Rennen
Sainz jr stellte seinen Wagen auf dem Weg in die Startaufstellung am Streckenrand ab. Er wurde zurück in die Boxengasse geschleppt, von wo aus er das Rennen aufnehmen musste.
Rosberg blieb beim Start vor Hamilton, Vettel und Räikkönen. Dahinter lag der gut gestartete Bottas vor Kwjat und Hülkenberg. Sainz jr. stellte sein Fahrzeug noch während der ersten Runde mit einem technischen Problem am Antrieb wie bereits zuvor am Streckenrand ab und stieg aus. Ricciardo kam bereits am Ende der vierten Runde zum Reifenwechsel an die Box und fiel auf den letzten Platz zurück.
Hülkenberg kam am Ende von Runde zehn zum Reifenwechsel an die Box, Kwjat, Massa, Pérez und Grosjean eine Runde später. Hülkenberg kam durch den früheren Stopp an Kwjat vorbei. Eine weitere Runde später stoppte Bottas, der vor Hülkenberg blieb.
In Runde 13 kam Räikkönen als erster der vier Piloten an der Spitze zum Reifenwechsel an die Box, Rosberg und Vettel eine weitere Runde später. Hamilton übernahm folglich die Spitze, fiel nach seinem Boxenstopp in der folgenden Runde aber wieder auf den zweiten Platz zurück. Nach den ersten Boxenstopps lag Rosberg weiterhin vor Hamilton, Vettel, Räikkönen und Bottas. Dahinter lag Maldonado, der auf der härteren Reifenmischung gestartet und daher noch nicht beim Reifenwechsel gewesen war, vor Hülkenberg, Kwjat, Massa und Verstappen.
Hamilton verkürzte den Rückstand auf Rosberg und lag im DRS-Fenster, konnte jedoch zunächst keinen Angriff setzen. Kwjat und Massa gingen nacheinander an Maldonado vorbei, der am Ende der 25. Runde zum Reifenwechsel an die Box ging. Im Mittelfeld gab es einen Kampf zwischen Pérez, Verstappen und Grosjean um Rang neun. Nach einigen Runden ging Verstappen an Pérez vorbei, Grosjean nutzte die Gelegenheit, um ebenfalls vorbeizugehen.
Vettel kam am Ende von Runde 32 als erster Pilot zum zweiten Reifenwechsel, eine Runde später stoppte auch Rosberg, so dass Hamilton erneut die Führung übernahm. Rosberg hatte so viel Vorsprung auf Räikkönen, dass er vor ihm auf dem zweiten Platz blieb. Hamilton wechselte seine Reifen eine Runde später und fiel unmittelbar hinter Räikkönen zurück, den er eine Runde später überholte. Maldonado und Ericsson kollidierten in der ersten Kurve, dabei drehte sich Ericsson. Die Rennkommissare sahen die Schuld für die Kollision bei Maldonado und verhängten eine Fünf-Sekunden-Zeitstrafe sowie einen Strafpunkt.
Vettel schloss auf Räikkönen auf, der noch nicht zum zweiten Mal an der Box gewesen war. Räikkönen ließ ihn kampflos passieren. Grosjean ging unterdessen an Verstappen vorbei und lag nun auf dem zehnten Platz.
In Runde 48 kam Vettel zum dritten Boxenstopp, Rosberg und Hamilton erneut jeweils eine Runde später. Die Positionen an der Spitze blieben dabei unverändert. Hamilton und Rosberg fuhren in der Folge die schnellsten Runden des Rennens. Nasr und Maldonado kämpften um Platz neun, Maldonado ging nach mehreren Angriffen in Runde 57 dann vorbei. Eine Runde später überholte Grosjean, der die Schlussphase auf der weicheren Reifenmischung fuhr, ebenfalls Nasr. Auch Verstappen war auf der weicheren Reifenmischung unterwegs und griff Nasr an, der sich zunächst noch verteidigen konnte, Verstappen aber eine Runde später ziehen lassen musste. Unterdessen überholte Grosjean seinen Teamkollegen Maldonado. Auch Pérez und Ricciardo überholten eine Runde später Nasr.
Verstappen ging drei Runden vor dem Ziel an Maldonado vorbei und lag damit auf dem zehnten Platz, Ricciardo überholte Pérez. An der Spitze gab es keine Verschiebungen mehr.
Rosberg gewann das Rennen vor Hamilton und Vettel. Es war der fünfte Saisonsieg für Rosberg und der 15. für Mercedes, davon der elfte als Doppelsieg. Die Top 10 komplettierten Räikkönen, Bottas, Hülkenberg, Kwjat, Massa, Grosjean und Verstappen.
Rosberg stand damit ein Rennen vor Saisonende als Zweiter und Vettel als Dritter der Fahrerweltmeisterschaft fest. In der Konstrukteurswertung waren die ersten fünf Plätze bereits fest an Mercedes, Ferrari, Williams, Red Bull und Force India vergeben.
Nach dem Rennen wurde Massa disqualifiziert, da bei der offiziellen Messung von Reifendruck und Reifentemperatur vor dem Rennen hinten rechts ein überhöhter Wert gemessen wurde. Damit rückten alle nachfolgenden Fahrer einen Platz auf, Grosjean, Verstappen und Maldonado erzielten die letzten Platzierungen in den Top 10.

## Meldeliste
| Team                          | Nr. | Fahrer           | Chassis                | Motor                       | Reifen |
| ----------------------------- | --- | ---------------- | ---------------------- | --------------------------- | ------ |
| Mercedes AMG Petronas F1 Team | 44  | Lewis Hamilton   | Mercedes F1 W06 Hybrid | Mercedes-Benz PU106B Hybrid | P      |
| Mercedes AMG Petronas F1 Team | 06  | Nico Rosberg     | Mercedes F1 W06 Hybrid | Mercedes-Benz PU106B Hybrid | P      |
| Infiniti Red Bull Racing      | 03  | Daniel Ricciardo | Red Bull RB11          | Renault Energy F1 2015      | P      |
| Infiniti Red Bull Racing      | 26  | Daniil Kwjat     | Red Bull RB11          | Renault Energy F1 2015      | P      |
| Williams Martini Racing       | 19  | Felipe Massa     | Williams FW37          | Mercedes-Benz PU106B Hybrid | P      |
| Williams Martini Racing       | 77  | Valtteri Bottas  | Williams FW37          | Mercedes-Benz PU106B Hybrid | P      |
| Scuderia Ferrari              | 05  | Sebastian Vettel | Ferrari SF15-T         | Ferrari 059/4               | P      |
| Scuderia Ferrari              | 07  | Kimi Räikkönen   | Ferrari SF15-T         | Ferrari 059/4               | P      |
| McLaren Honda                 | 14  | Fernando Alonso  | McLaren MP4-30         | Honda RA615H                | P      |
| McLaren Honda                 | 22  | Jenson Button    | McLaren MP4-30         | Honda RA615H                | P      |
| Sahara Force India F1 Team    | 27  | Nico Hülkenberg  | Force India VJM08      | Mercedes-Benz PU106B Hybrid | P      |
| Sahara Force India F1 Team    | 11  | Sergio Pérez     | Force India VJM08      | Mercedes-Benz PU106B Hybrid | P      |
| Scuderia Toro Rosso           | 33  | Max Verstappen   | Toro Rosso STR10       | Renault Energy F1 2015      | P      |
| Scuderia Toro Rosso           | 55  | Carlos Sainz jr. | Toro Rosso STR10       | Renault Energy F1 2015      | P      |
| Lotus F1 Team                 | 08  | Romain Grosjean  | Lotus E23 Hybrid       | Mercedes-Benz PU106B Hybrid | P      |
| Lotus F1 Team                 | 13  | Pastor Maldonado | Lotus E23 Hybrid       | Mercedes-Benz PU106B Hybrid | P      |
| Lotus F1 Team                 | 30  | Jolyon Palmer    | Lotus E23 Hybrid       | Mercedes-Benz PU106B Hybrid | P      |
| Manor Marussia F1 Team        | 28  | Will Stevens     | Marussia MR03          | Ferrari 059/3               | P      |
| Manor Marussia F1 Team        | 53  | Alexander Rossi  | Marussia MR03          | Ferrari 059/3               | P      |
| Sauber F1 Team                | 09  | Marcus Ericsson  | Sauber C34             | Ferrari 059/4               | P      |
| Sauber F1 Team                | 12  | Felipe Nasr      | Sauber C34             | Ferrari 059/4               | P      |

Anmerkungen
1. 1 2  Der Lotus mit der Startnummer 30 wurde im ersten freien Training für Palmer eingesetzt, Grosjean übernahm das Fahrzeug für das restliche Rennwochenende mit seiner Startnummer 8.

## Klassifikationen

### Qualifying
| Pos.                                                                      | Fahrer           | Konstrukteur         | Q1         | Q2       | Q3       | Start |
| ------------------------------------------------------------------------- | ---------------- | -------------------- | ---------- | -------- | -------- | ----- |
| 01                                                                        | Nico Rosberg     | Mercedes             | 1:11,746   | 1:12,213 | 1:11,282 | 01    |
| 02                                                                        | Lewis Hamilton   | Mercedes             | 1:11,682   | 1:11,665 | 1:11,360 | 02    |
| 03                                                                        | Sebastian Vettel | Ferrari              | 1:12,240   | 1:11,928 | 1:11,804 | 03    |
| 04                                                                        | Valtteri Bottas  | Williams-Mercedes    | 1:12,934   | 1:12,374 | 1:12,085 | 07    |
| 05                                                                        | Kimi Räikkönen   | Ferrari              | 1:12,185   | 1:12,243 | 1:12,144 | 04    |
| 06                                                                        | Nico Hülkenberg  | Force India-Mercedes | 1:12,595   | 1:12,485 | 1:12,265 | 05    |
| 07                                                                        | Daniil Kwjat     | Red Bull-Renault     | 1:12,730   | 1:12,527 | 1:12,322 | 06    |
| 08                                                                        | Felipe Massa     | Williams-Mercedes    | 1:12,980   | 1:12,858 | 1:12,415 | 08    |
| 09                                                                        | Daniel Ricciardo | Red Bull-Renault     | 1:12,639   | 1:12,825 | 1:12,417 | 19    |
| 10                                                                        | Max Verstappen   | Toro Rosso-Renault   | 1:12,824   | 1:12,712 | 1:12,739 | 09    |
| 11                                                                        | Felipe Nasr      | Sauber-Ferrari       | 1:13,111   | 1:12,989 | –        | 13    |
| 12                                                                        | Carlos Sainz jr. | Toro Rosso-Renault   | 1:13,267   | 1:13,045 | –        | 10    |
| 13                                                                        | Sergio Pérez     | Force India-Mercedes | 1:13,140   | 1:13,147 | –        | 11    |
| 14                                                                        | Marcus Ericsson  | Sauber-Ferrari       | 1:13,346   | 1:13,233 | –        | 12    |
| 15                                                                        | Romain Grosjean  | Lotus-Mercedes       | 1:13,056   | 1:13,913 | –        | 14    |
| 16                                                                        | Pastor Maldonado | Lotus-Mercedes       | 1:13,385   | –        | –        | 15    |
| 17                                                                        | Jenson Button    | McLaren-Honda        | 1:13,425   | –        | –        | 16    |
| 18                                                                        | Alexander Rossi  | Marussia-Ferrari     | 1:16,151   | –        | –        | 17    |
| 19                                                                        | Will Stevens     | Marussia-Ferrari     | 1:16,283   | –        | –        | 18    |
| 107-Prozent-Zeit: 1:16,700 min (bezogen auf Q1-Bestzeit von 1:11,682 min) |                  |                      |            |          |          |       |
| 20                                                                        | Fernando Alonso  | McLaren-Honda        | keine Zeit | –        | –        | 20    |

Anmerkungen
1. ↑  Bottas wurde wegen eines Überholmanövers unter roten Flaggen im freien Training um drei Startplätze nach hinten versetzt.
2. ↑  Ricciardo wurde für die Verwendung des achten Verbrennungsmotors um zehn Startplätze nach hinten versetzt.
3. ↑  Nasr wurde wegen des Behindern von Massa im Qualifying um drei Startplätze nach hinten versetzt.
4. ↑  Alonso durfte am Rennen teilnehmen, da er im freien Training ausreichend schnell gefahren war.

### Rennen
| Pos. | Fahrer           | Konstrukteur         | Runden | Stopps | Zeit        | Start | Schnellste Runde |
| ---- | ---------------- | -------------------- | ------ | ------ | ----------- | ----- | ---------------- |
| 01   | Nico Rosberg     | Mercedes             | 71     | 3      | 1:31:09,090 | 01    | 1:14,957 (57.)   |
| 02   | Lewis Hamilton   | Mercedes             | 71     | 3      | + 7,756     | 02    | 1:14,832 (51.)   |
| 03   | Sebastian Vettel | Ferrari              | 71     | 3      | + 14,244    | 03    | 1:15,046 (57.)   |
| 04   | Kimi Räikkönen   | Ferrari              | 71     | 2      | + 47,543    | 04    | 1:15,416 (48.)   |
| 05   | Valtteri Bottas  | Williams-Mercedes    | 70     | 2      | + 1 Runde   | 07    | 1:16,039 (61.)   |
| 06   | Nico Hülkenberg  | Force India-Mercedes | 70     | 2      | + 1 Runde   | 05    | 1:16,774 (66.)   |
| 07   | Daniil Kwjat     | Red Bull-Renault     | 70     | 2      | + 1 Runde   | 06    | 1:16,500 (41.)   |
| 08   | Romain Grosjean  | Lotus-Mercedes       | 70     | 3      | + 1 Runde   | 14    | 1:15,739 (57.)   |
| 09   | Max Verstappen   | Toro Rosso-Renault   | 70     | 3      | + 1 Runde   | 09    | 1:15,972 (56.)   |
| 10   | Pastor Maldonado | Lotus-Mercedes       | 70     | 2      | + 1 Runde   | 15    | 1:16,354 (63.)   |
| 11   | Daniel Ricciardo | Red Bull-Renault     | 70     | 3      | + 1 Runde   | 19    | 1:16,313 (56.)   |
| 12   | Sergio Pérez     | Force India-Mercedes | 70     | 3      | + 1 Runde   | 11    | 1:15,970 (53.)   |
| 13   | Felipe Nasr      | Sauber-Ferrari       | 70     | 2      | + 1 Runde   | 13    | 1:16,794 (41.)   |
| 14   | Jenson Button    | McLaren-Honda        | 70     | 3      | + 1 Runde   | 16    | 1:16,321 (53.)   |
| 15   | Fernando Alonso  | McLaren-Honda        | 70     | 3      | + 1 Runde   | 20    | 1:16,519 (54.)   |
| 16   | Marcus Ericsson  | Sauber-Ferrari       | 69     | 3      | + 2 Runden  | 12    | 1:15,789 (57.)   |
| 17   | Will Stevens     | Marussia-Ferrari     | 67     | 2      | + 4 Runden  | 18    | 1:19,098 (42.)   |
| 18   | Alexander Rossi  | Marussia-Ferrari     | 67     | 2      | + 4 Runden  | 17    | 1:18,617 (43.)   |
| –    | Carlos Sainz jr. | Toro Rosso-Renault   | 1      | 1      | DNF         | 10    | –                |
| DSQ  | Felipe Massa     | Williams-Mercedes    | 70     | 3      | + 1 Runde   | 08    | 1:15,743 (57.)   |

Anmerkungen
1. ↑  Massa wurde nach dem Rennen disqualifiziert, da beim Reifendruck und der Reifentemperatur vor dem Rennen hinten rechts ein überhöhter Wert gemessen wurde.

## WM-Stände nach dem Rennen
Die ersten zehn des Rennens bekamen 25, 18, 15, 12, 10, 8, 6, 4, 2 bzw. 1 Punkt(e).

### Fahrerwertung
| Pos. | Fahrer           | Konstrukteur         | Punkte |
| ---- | ---------------- | -------------------- | ------ |
| 01   | Lewis Hamilton   | Mercedes             | 363    |
| 02   | Nico Rosberg     | Mercedes             | 297    |
| 03   | Sebastian Vettel | Ferrari              | 266    |
| 04   | Valtteri Bottas  | Williams-Mercedes    | 136    |
| 05   | Kimi Räikkönen   | Ferrari              | 135    |
| 06   | Felipe Massa     | Williams-Mercedes    | 117    |
| 07   | Daniil Kwjat     | Red Bull-Renault     | 94     |
| 08   | Daniel Ricciardo | Red Bull-Renault     | 84     |
| 09   | Sergio Pérez     | Force India-Mercedes | 68     |
| 10   | Nico Hülkenberg  | Force India-Mercedes | 52     |
| 11   | Romain Grosjean  | Lotus-Mercedes       | 49     |

| Pos. | Fahrer           | Konstrukteur       | Punkte |
| ---- | ---------------- | ------------------ | ------ |
| 12   | Max Verstappen   | Toro Rosso-Renault | 49     |
| 13   | Felipe Nasr      | Sauber-Ferrari     | 27     |
| 14   | Pastor Maldonado | Lotus-Mercedes     | 27     |
| 15   | Carlos Sainz jr. | Toro Rosso-Renault | 18     |
| 16   | Jenson Button    | McLaren-Honda      | 16     |
| 17   | Fernando Alonso  | McLaren-Honda      | 11     |
| 18   | Marcus Ericsson  | Sauber-Ferrari     | 9      |
| 19   | Roberto Merhi    | Marussia-Ferrari   | 0      |
| 20   | Alexander Rossi  | Marussia-Ferrari   | 0      |
| 21   | Will Stevens     | Marussia-Ferrari   | 0      |
| –    | Kevin Magnussen  | McLaren-Honda      | 0      |

### Konstrukteurswertung
| Pos. | Konstrukteur         | Punkte |
| ---- | -------------------- | ------ |
| 1    | Mercedes             | 660    |
| 2    | Ferrari              | 401    |
| 3    | Williams-Mercedes    | 253    |
| 4    | Red Bull-Renault     | 178    |
| 5    | Force India-Mercedes | 120    |

| Pos. | Konstrukteur       | Punkte |
| ---- | ------------------ | ------ |
| 06   | Lotus-Mercedes     | 76     |
| 07   | Toro Rosso-Renault | 67     |
| 08   | Sauber-Ferrari     | 36     |
| 09   | McLaren-Honda      | 27     |
| 10   | Marussia-Ferrari   | 0      |